# Nadab
Nadab (románul: Nădab) település Romániában Arad megyében, Kisjenőtől 5 km-re délre. Neve a szláv eredetű Nodog személynévből származik.

## Története
1214-ben Nadal néven említik először. A Fehér-Körös mellett egykor vár is állott. A település eredetileg a Fehér-Köröstől délnyugatra 1,5–2 km-re a régi arad-nagyváradi út mellett feküdt, a tatárjárás pusztításait kiheverte és 1332-ben már templomos hely volt. 1347-ben nádori közgyűlést tartottak itt. 1400-ban temploma védőszentje Mihály arkangyal volt. 1481-ben és 1486-ban említik a Dóczi és a Tarcsay család kúriáit. Ekkor malmai, a Körösön pedig vámhelye volt. Lakói módos polgárok voltak. 1514-ben a parasztsereg kúriáit elpusztította, de újjáépültek. A 16. század végén magyar lakossága volt, mely 1596-ban elmenekült. Helyükre később nagyrészt románok települtek.
Somos nevű határrészén feküdt az egykori Kissomos falu, melynek lakosai 1824-ben József főherceg határrendezése során Nadabra települtek be.
1851-ben Fényes Elek írta a településről:
Nadab, Arad vármegyében, Simánd és Kis-Jenő közepette, a váradi postautban, 120
katholikus, 86 református, 1548 óhitü lakossal, s anyatemplommal. Róna határa gazdag s első osztálybeli. Kierjed 12 639 holdra ... Földesura József főherczeg volt nádor
1910-ben 2312, többségben román lakosa volt, jelentős magyar kisebbséggel. A trianoni békeszerződésig Arad vármegye Kisjenői járásához tartozott.

## Nevezetességei
A településtől nyugatra halad el a szarmaták által 324 és 337 között épített, az Alföldet körbekerülő Csörsz-árok vagy más néven Ördögárok nyomvonala.